# Sara D'Alessio
Sara D'Alessio (Torino, 11 marzo 1982) è un'allenatrice di calcio ed ex calciatrice italiana, di ruolo centrocampista.

## Statistiche

### Presenze e reti nei club
Statistiche aggiornate al giugno 2011.
| Stagione            | Squadra             | Campionato          | Campionato | Campionato | Coppe nazionali | Coppe nazionali | Coppe nazionali | Coppe internazionali | Coppe internazionali | Coppe internazionali | Altre coppe | Altre coppe | Altre coppe | Totale | Totale |
| Stagione            | Squadra             | Comp                | Pres       | Reti       | Comp            | Pres            | Reti            | Comp                 | Pres                 | Reti                 | Comp        | Pres        | Reti        | Pres   | Reti   |
| ------------------- | ------------------- | ------------------- | ---------- | ---------- | --------------- | --------------- | --------------- | -------------------- | -------------------- | -------------------- | ----------- | ----------- | ----------- | ------ | ------ |
| 1995-1996           | Cascine Vica        | A                   | 3          | 0          | CI              | ?               | ?               | -                    | -                    | -                    | -           | -           | -           | 3+     | 0+     |
| 1996-1997           | Cascine Vica        | A                   | 10         | 0          | CI              | ?               | ?               | -                    | -                    | -                    | -           | -           | -           | 10+    | 0+     |
| 1997-1998           | Cascine Vica        | A                   | 23         | 1          | CI              | ?               | ?               | -                    | -                    | -                    | -           | -           | -           | 23+    | 1+     |
| Totale Cascine Vica | Totale Cascine Vica | Totale Cascine Vica | 36         | 1          |                 | ?               | ?               |                      | -                    | -                    | -           | -           | -           | 36+    | 1+     |
| 1998-1999           | Modena              | A                   | 23         | 1          | CI              | ?               | ?               | -                    | -                    | -                    | -           | -           | -           | 23+    | 1+     |
| 1999-2000           | G.E.A.S.            | A                   | 13         | 0          | CI              | ?               | ?               | -                    | -                    | -                    | -           | -           | -           | 13+    | 0+     |
| 2001-2002           | Foroni              | A                   | 10         | 0          | CI              | ?               | ?               | -                    | -                    | -                    | -           | -           | -           | 10+    | 0+     |
| 2002-2003           | Torres Terra Sarda  | A                   | ?          | 0          | CI              | ?               | ?               | -                    | -                    | -                    | -           | -           | -           | ?      | ?      |
| 2003-2004           | Bergamo R           | A                   | ?          | ?          | CI              | ?               | ?               | -                    | -                    | -                    | -           | -           | -           | ?      | ?      |
| 2005-2006           | Reggiana            | A                   | ?          | ?          | CI              | 4               | 0               | -                    | -                    | -                    | -           | -           | -           | 4+     | 0+     |
| 2006-2007           | Reggiana            | A                   | 4          | 0          | CI              | ?               | ?               | -                    | -                    | -                    | -           | -           | -           | 4+     | 0+     |
| 2007-2008           | Reggiana            | A                   | 0          | 0          | CI              | ?               | ?               | -                    | -                    | -                    | -           | -           | -           | 0+     | 0+     |
| Totale Reggiana     | Totale Reggiana     | Totale Reggiana     | ?          | ?          |                 | ?               | ?               |                      | -                    | -                    | -           | -           | -           | ?      | ?      |
| 2008-2009           | Brescia             | A2                  | 20         | 0          | CI              | ?               | ?               | -                    | -                    | -                    | -           | -           | -           | 20+    | 0+     |
| 2009-2010           | Brescia             | A                   | 20         | 0          | CI              | ?               | ?               | -                    | -                    | -                    | -           | -           | -           | 20+    | 0+     |
| 2010-2011           | Brescia             | A                   | ?          | ?          | CI              | ?               | ?               | -                    | -                    | -                    | -           | -           | -           | ?      | ?      |
| Totale Brescia      | Totale Brescia      | Totale Brescia      | 40+        | 0+         |                 | ?               | ?               |                      | ?                    | ?                    |             | ?           | ?           | 40+    | 0+     |
| Totale carriera     | Totale carriera     | Totale carriera     | ?          | ?          |                 | ?               | ?               |                      | ?                    | ?                    |             | ?           | ?           | ?      | ?      |

### Cronologia presenze e reti in nazionale
| Cronologia completa delle presenze e delle reti in nazionale ― Italia | Cronologia completa delle presenze e delle reti in nazionale ― Italia | Cronologia completa delle presenze e delle reti in nazionale ― Italia | Cronologia completa delle presenze e delle reti in nazionale ― Italia | Cronologia completa delle presenze e delle reti in nazionale ― Italia | Cronologia completa delle presenze e delle reti in nazionale ― Italia | Cronologia completa delle presenze e delle reti in nazionale ― Italia | Cronologia completa delle presenze e delle reti in nazionale ― Italia |
| Data                                                                  | Città                                                                 | In casa                                                               | Risultato                                                             | Ospiti                                                                | Competizione                                                          | Reti                                                                  | Note                                                                  |
| --------------------------------------------------------------------- | --------------------------------------------------------------------- | --------------------------------------------------------------------- | --------------------------------------------------------------------- | --------------------------------------------------------------------- | --------------------------------------------------------------------- | --------------------------------------------------------------------- | --------------------------------------------------------------------- |
| 9-9-2006                                                              | Dublino                                                               | Irlanda                                                               | 0 – 1                                                                 | Italia                                                                | Amichevole                                                            | -                                                                     | 82’                                                                   |
| Totale                                                                |                                                                       | Presenze                                                              | 1                                                                     |                                                                       | Reti                                                                  | 0                                                                     |                                                                       |

## Palmarès
- Campionato italiano di Serie A2: 1

Brescia: 2008-2009
- Coppa Italia: 1

Foroni: 2001-2002